# Kathu
Kathu – miasto w Republice Południowej Afryki, w Prowincji Przylądkowej Północnej.
W mieście żyje 11 510 mieszkańców (2011). Jest ośrodkiem kopalnictwa rudy żelaza.